# 静岡県立沼津工業高等学校
静岡県立沼津工業高等学校（しずおかけんりつぬまづこうぎょうこうとうがっこう）は、静岡県沼津市に所在する公立の工業高等学校。愛称は沼工（ぬまこう）。近年ではロボット制御部が「Robo Cup Junior CoSpace Rescue」において5年連続世界大会出場（2011年-2015年）2015年には本戦優勝を果たしている。 また、ラグビー部は古く、静岡県最初の花園出場校（1962年、1965年、1970年、1974年出場）であるが、近年は全国大会から遠ざかっている。

## 設置学科
全日制課程：括弧内のアルファベットは主に学校内で使用される科の略称である
- 機械科（K）
- 電気科（E）
- 電子ロボット科（L）
- 建築科（A）
- 都市環境工学科 (U)

定時制課程
- 工業技術科

## 沿革
- 1939年3月23日 本校設置許可される

　　名称　静岡県立沼津工業学校
　　学科　応用化学科・採鉱冶金科
- 1939年 初代校長村上作兵衛就任
- 1940年 本校舎本館及び付属建物竣工
- 1943年 電気科・機械科設置許可
- 1943年 実業学校規定改正により応用化学科を工業化学科と改称
- 1948年 静岡県立沼津工業高等学校と改称
- 1948年 静岡県立沼津工業高等学校定時制課程設置　工業化学科･電気科・機械科
- 1951年 建築及び土木科設置許可
- 1951年 採鉱冶金科を廃して採鉱科と金属工業科を設置
- 1959年 体育館兼講堂落成式挙行
- 1963年 採鉱科を工業地質科に変更
- 1976年 9月26日の体育大会の開催中、突風により応援用看板が倒壊。50人が下敷きとなり9人が負傷[2]
- 1980年 プール竣工
- 1986年 電子科設置
- 1990年 金属工業科を材料技術科に科名変更
- 1992年 工業化学科をシステム化学に科名変更
- 1993年 新入生より制服をブレザー型に変更
- 1999年 機械科1学級減
- 2006年 全科一括募集募集開始
- 2007年 不撓館（同窓会館）設立
- 2019年 - 土木科と物質工学科を、都市環境工学科に再編整備した。電子科を電子ロボット科に変更した[3]。電子ロボット科の課題研究「チョウザメの雄雌判別判定方法」が、2019年度パテントコンテスト（特許庁主催）にて優秀賞（特許出願支援対象）を受賞[4]。
- 2022年 - 2学期制を廃し、3学期制として令和4年度の行事予定を編成した。

## 部活・クラブ
近年ではロボット制御部が「Robo Cup Junior CoSpace Rescue」において5年連続世界大会出場（2011年 - 2015年）。2015年には本戦優勝を果たしている。 また、ラグビー部は古く、静岡県最初の花園出場校（1962年、1965年、1970年、1974年出場）であるが、近年は全国大会から遠ざかっている。
- 運動部
  - ラグビー
  - バドミントン
  - サッカー
  - 陸上競技
  - バスケットボール
  - バレーボール
  - ボート
  - 卓球
  - 野球
  - レスリング
  - 柔道
  - 山岳
  - 水泳
  - 剣道
  - ソフトテニス
  - テニス

- 文化部
  - 美術
  - 吹奏楽
  - 軽音楽
  - 建築研究
  - ロボット制御
  - 囲碁・将棋
  - 電子研究
  - 科学

## 同窓会
毎年数百名規模の総会を卒業生中心に1月下旬から2月初旬に実施している

## 交通
出典 : 。
| 運行事業者   | のりば | 系統・路線            | 下車停留所               |
| ------------ | ------ | --------------------- | ------------------------ |
| 東海バス     | ②      | N35                   | 「沼工前」               |
| 東海バス     | ②      | N27・N31・N32         | 「二瀬川」、徒歩10分     |
| 東海バス     | ③      | N21・N22・N24・N25    | 「二瀬川」、徒歩10分     |
| 伊豆箱根バス | ③      | 沼津駅 - 伊豆長岡駅線 | 「ダイハツ前」、徒歩13分 |

## 出身者
- 須藤秀忠（静岡県富士宮市長）
- 橘家半蔵（落語家）
- 高木敏昭（元プロ野球パシフィック・リーグ審判）
- 芦川昌彦（元サッカー選手、トヨタ自動車工業サッカー部に所属）
- 遠藤正俊（元ラグビー選手、トヨタ自動車ヴェルブリッツに所属）
- 大塚圭宏（2018年アジア競技大会ボート競技男子舵手なしペア銅メダリスト、NTT東日本）